# Horst Dohlus

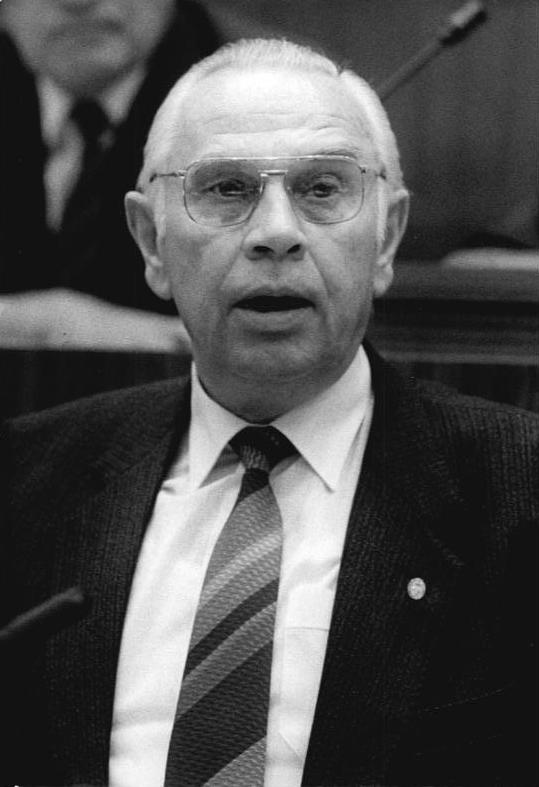
Horst Dohlus (1986)

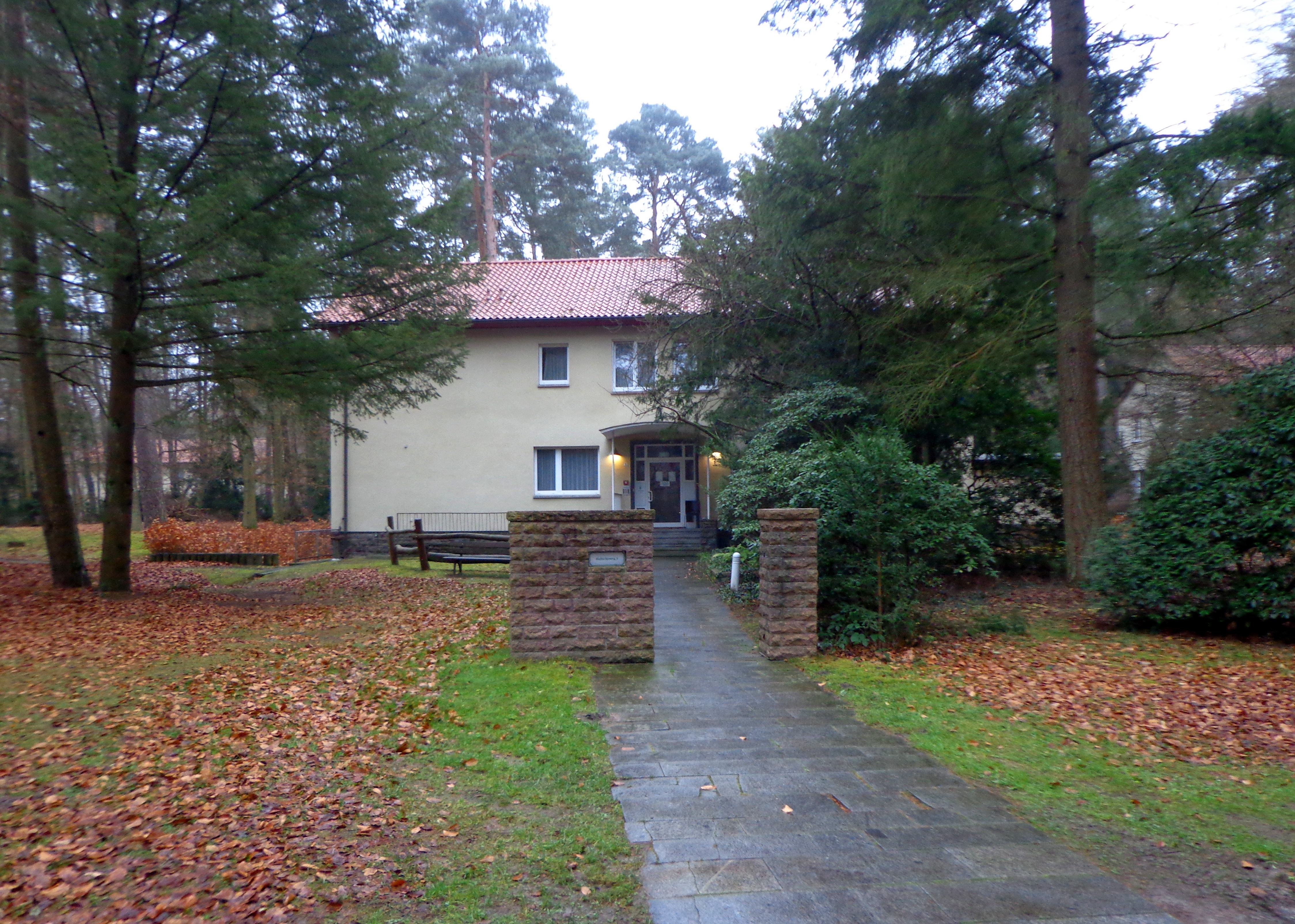
Waldsiedlung Wandlitz, das einst von Dohlus sowie Friedrich Ebert junior bewohnte „Haus 9“

Horst Paul Dohlus (* 30. Mai 1925 in Plauen; † 28. April 2007 in Berlin) war als Mitglied des Politbüros und Sekretär des Zentralkomitees ein hochrangiger SED-Funktionär der DDR.

## Leben
Dohlus absolvierte 1939–1942 eine Ausbildung zum Friseur und arbeitete bis 1943 als Friseurgehilfe. Er wurde 1943 zum Reichsarbeitsdienst verpflichtet und war bis 1945 Soldat der Wehrmacht. Bis 1946 war er in amerikanischer Kriegsgefangenschaft.
Er trat nach der Gefangenschaft der SED bei und wurde Parteifunktionär bei der Wismut. Von 1951 bis 1953 war er dort 2. Sekretär der SED-Gebietsleitung. Er war außerdem 1950–1954 Abgeordneter der Volkskammer. 1955 wurde ihm eine Rüge wegen „parteischädigenden Verhaltens und fortgesetzter Verstöße gegen die Parteimoral“ erteilt.

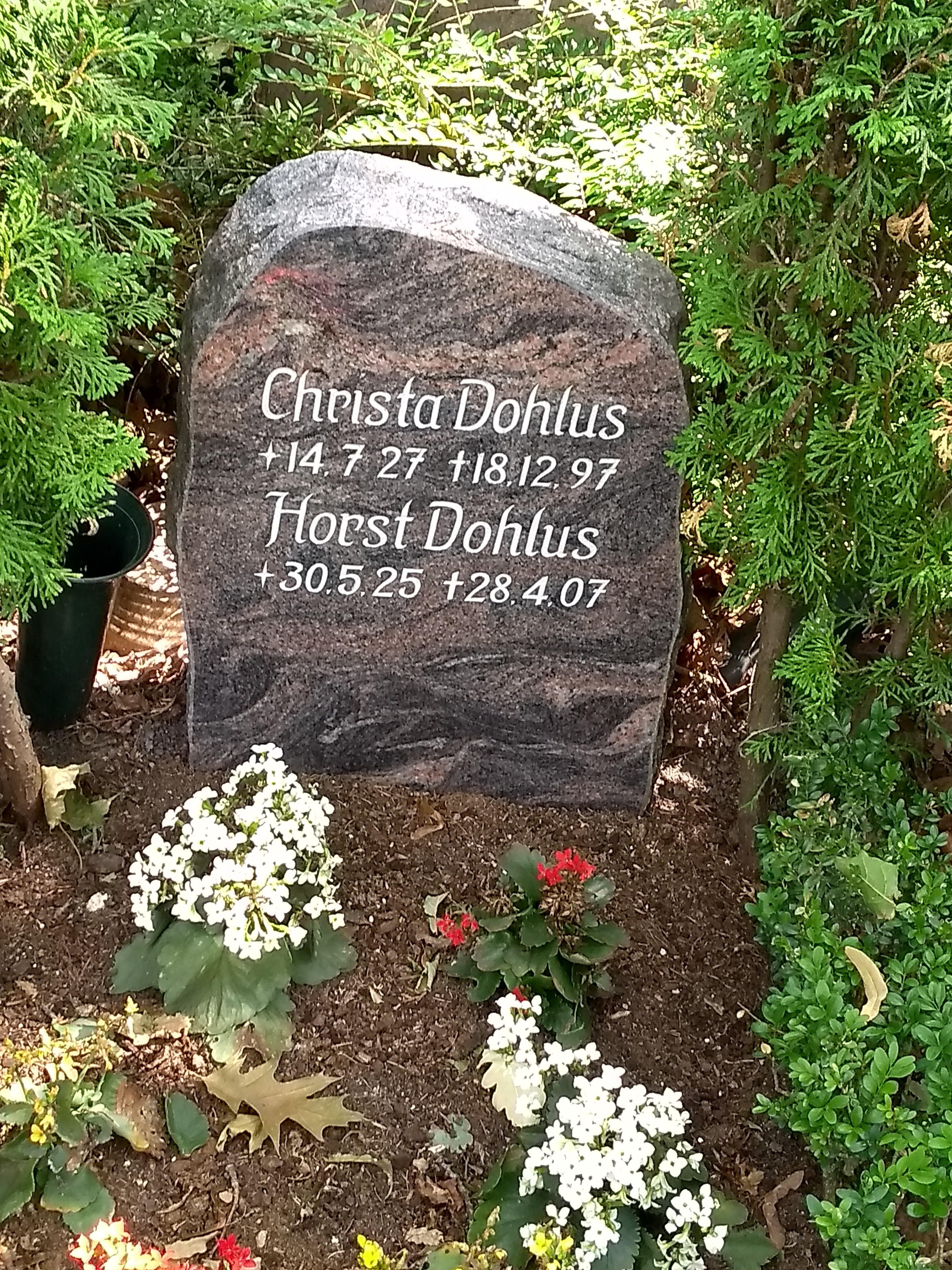
Grabstätte auf dem Zentralfriedhof Friedrichsfelde

Nach dem Besuch der Parteihochschule der KPdSU in Moskau 1954/1955 wurde er Parteiorganisator des ZK der SED im Kombinat Schwarze Pumpe bis 1958 und zweiter Sekretär der SED-Bezirksleitung Cottbus bis 1960.
Von 1960 bis 1986 war Dohlus Leiter der Abteilung Parteiorgane beim ZK der SED. 1971 wurde er erneut Abgeordneter der Volkskammer und Mitglied des Sekretariats des ZK der SED, seit 1973 als Sekretär für Parteiorgane. 1976 wurde er Kandidat und 1980 Mitglied des Politbüros des ZK der SED, außerdem 1986 Mitglied der Kaderkommission des ZK der SED.
Dohlus trat im November 1989 mit dem Politbüro zurück und wurde am 20./21. Januar 1990 aus der SED-PDS ausgeschlossen. Im sogenannten Politbüroprozess wegen Totschlags und Mitverantwortung am Grenzregime der DDR wurde das Verfahren gegen Dohlus im Juni 1997 wegen seiner Herzerkrankung eingestellt.
Sein Grab befindet sich auf dem Zentralfriedhof Berlin-Friedrichsfelde.

## Auszeichnungen
Dohlus wurde 1968 und 1970 mit dem Banner der Arbeit, 1964, 1969 und 1983 mit dem Vaterländischen Verdienstorden, 1975 mit dem Titel Held der Arbeit sowie 1979 und 1985 mit dem Karl-Marx-Orden ausgezeichnet.